# Antoinette Saint-Huberty
Anne Antoniette Cécil Clavel, nota anche con lo pseudonimo di M.me Saint-Huberty (Strasburgo, 15 dicembre 1756 – Barnes, 22 luglio 1812), è stata un soprano francese.

## Biografia
Figlia del musicista Pierre Clavel, che la fece viaggiare attraverso l'Europa, quando impostò la sua voce incontrò, a Varsavia, il compositore Jean-Baptiste Moyne, detto Lemoyne, che perfezionò la sua educazione musicale . La principessa Lubomirska la prese sotto la sua protezione e, di nuovo in Francia, sposò nel 1774, il sieur Croisilles de Saint-Huberty, incaricato d'affari del principe Enrico di Prussia e reclutatore di nuovi talenti per il suo teatro privato. Lavorò nel teatro di Strasburgo fino al 1777.
La sua reputazione la portò a Parigi, dove debuttò in  Armide di Christoph Willibald Gluck, il 23 settembre 1777, ma con scarso successo. Impegnata con l'Opéra national de Paris, ottenne solo ruoli secondari, ma devota alla sua arte, sacrificò tutto. La morte o il ritiro delle sue principali rivali, tra cui Sophie Laguerre, Rosalie Levasseur e Sophie Arnould, ma soprattutto la protezione speciale di  Luigi XVI che l'apprezzava, le permisero di diventare una protagonista. Fu allora che ottenne, cosa rara per una donna in quel momento, la separazione da suo marito che la maltrattava e derubava. Riuscì anche ad ottenere, per la scena, il suo nome da donna sposata senza particella, e venne chiamata "M.me Saint-Huberty".
La sua carriera fu una lunga serie di successi e fece un tour trionfale a Marsiglia. In pochi anni, divenne la cantante più famosa in Europa alla fine dell'Illuminismo.
Divenne presto molto ricca ed acquistò una villa a  Neuilly e un piccolo castello a Groslay nella valle di Montmorency. Allora amica di un melomane italiano, il conte Turconi, che possedeva una magnifica villa a Mendrisio, al confine italo-svizzero, lo lasciò per il conte d'Antraigues, che si era innamorò di lei.
Nel 1790, lasciò l'Opéra national de Paris per seguire il suo amante. Si sposarono segretamente a Losanna, nel dicembre 1790, e vissero diversi anni a Mendrisio nella villa del conte Turconi. D'Antraigues ebbe quindi un'importante attività politica e dovette lasciare da M.me Saint-Huberty, divenuta contessa d'Antraigues, che compì un viaggio segreto a Parigi nel 1792. Mandò messaggi della sua emigrazione alla famiglia reale e tornò all'estero alla vigilia degli  eventi del 10 agosto. Il conte d'Antraigues aveva creato una rete di corrispondenza controrivoluzionaria, dirigendo verso Spagna, Inghilterra, Portogallo e Russia le notizie che riceveva dai suoi agenti da Parigi.
Quando fu arrestato a Trieste e le sue carte confiscate per ordine del generale Napoleone, M.me Saint-Huberty, la cui reputazione internazionale aveva un certo peso, implorò Giuseppina di Beauharnais, allora a Milano, e il Direttorio apprese poco dopo che d'Antraigues, sul cui capo c'era una taglia, era fuggito dalla sua prigione di Milano.
In fuga dagli eserciti francesi, andarono poi a Vienna e in Russia, dove la Zarina  Caterina II affidò una missione diplomatica al conte di Antraigues. Egli prese la nazionalità russa e si convertì all'ortodossia. Sua moglie aveva terminato la sua carriera e si esibiva solo privatamente, dispiaciuta di aver dovuto mettere fine alla sua promettente carriera, e scriveva opere teatrali.
Intorno al 1809, la coppia si trasferì a Londra, dove trovarono la morte, assassinati con le armi bianche a un domestico italiano, che non aveva niente a che fare con essi. I servizi segreti britannici, che avevano organizzato l'operazione, raccolsero le carte del conte d'Antraigues, contenenti delle clausole di segretezza di certi trattati e del testamento originale di Luigi XVI, che era della massima importanza politica.